# Rubio Rubin
Rubio Mendez Rubin (* 1. März 1996 in Beaverton, Oregon) ist ein US-amerikanisch-guatemaltekischer Fußballspieler. Er ist Nationalspieler Guatemalas.

## Spielerkarriere
Bis 2011 spielte Rubin bei den Westside Metros, einem Jugendfußballklub aus Beaverton. In Folge der Partnerschaft zwischen den Metros und dem Major-League-Soccer-Franchise Portland Timbers wechselte er in deren Jugend- und Entwicklungsprogramm. Parallel wechselte er 2011 auch an die IMG Academy nach Bradenton, Florida, um sich stärker auf den Sport konzentrieren zu können.
2014 verließ er die Timbers und wechselte nach Europa zum niederländischen Erstligisten FC Utrecht. Bei den Niederländern gab er am 17. August 2014 sein Debüt in der ersten Mannschaft.

### Nationalmannschaft
2012 wurde Rubin, als er noch für die U-17 Nationalmannschaft der USA spielte, zum  U.S. Soccer Young Male Athlete of the Year ernannt.
Aufgrund seiner Herkunft war es Rubin möglich, für Mexiko, Guatemala oder die USA aufzulaufen. Er entschied sich für die Fußballnationalmannschaft der Vereinigten Staaten, auch weil er schon in mehreren Jugendauswahlen gespielt hat. Er wurde zum ersten Mal im September 2014 in den Kader der USA berufen. Am 14. November 2014 gab er sein Debüt für die A-Nationalmannschaft in einem Freundschaftsspiel gegen Kolumbien.

## Privat
Rubins Vater stammt aus Mexiko, seine Mutter aus Guatemala.